# Kilarrow Parish Church

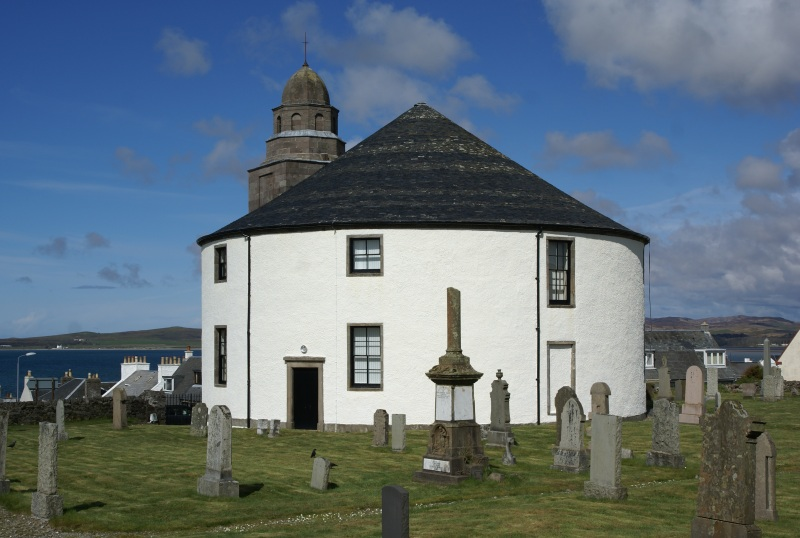
Kilarrow Parish Church gezien vanaf de begraafplaats.

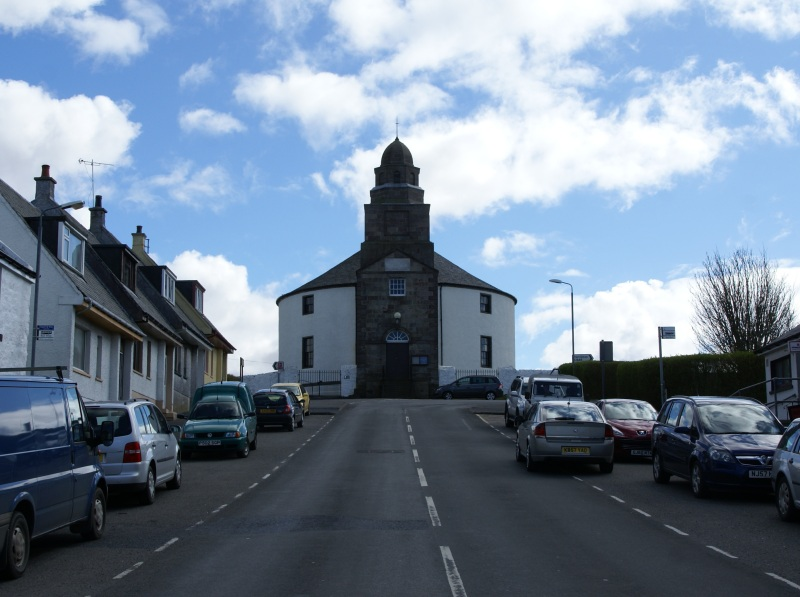
De kerk ligt op het hoogste punt van Main Street in Bowmore.

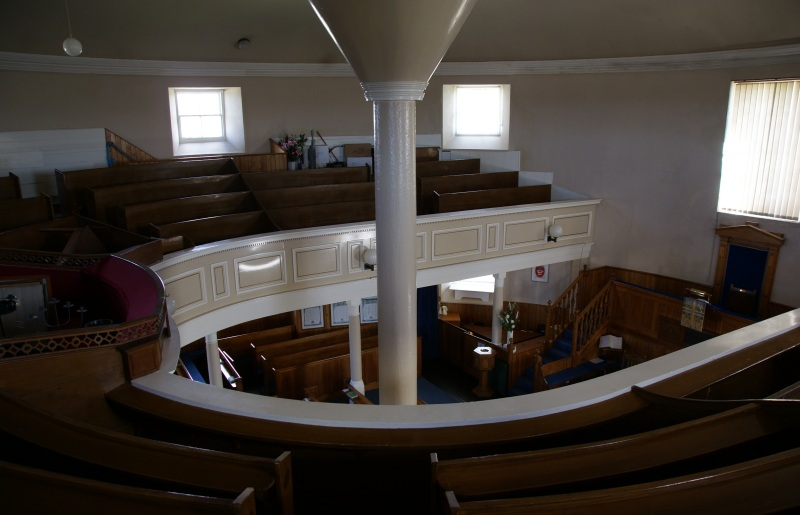
Het interieur gezien vanuit de galerij.

De Kilarrow Parish Church, ook de Bowmore Parish Church (Bowmore Parochiekerk) en The Round Church (De Ronde Kerk) genoemd, is een achttiende-eeuwse kerk, gelegen in Bowmore op Islay in de Schotse regio Argyll and Bute.

## Geschiedenis
In 1767 startte de bouw aan de Kilarrow Parish Church, tezamen met de aanleg van de plaats Bowmore. Bowmore werd de nieuwe woonplaats voor de inwoners van het dorp Kilarrow, dat het veld moest ruimen om meer ruimte te maken voor het landgoed Islay House.
In de twintigste eeuw ligt op de plaats van het dorp Kilarrow de plaats Bridgend.
Het dorp Bowmore en de kerk werden gebouwd door de laird Daniel Campbell van Shawfield. Het ontwerp van de kerk werd aangeleverd door Daniel Campbell en was vermoedelijk een niet gerealiseerd ontwerp van John Adam uit 1758 voor Inveraray.
In 1769 werd de kerk ingewijd.
In 1828 werd de huidige galerij aangebracht. Rond 1890 werd het eerste orgel geïnstalleerd.

## Bouw
De Kilarrow Parish Church ligt aan de zuidzijde van de Main Street in Bowmore. De kerk heeft een ronde plattegrond met aan de noordnoordwestelijke zijde een vierkante toren van vier verdiepingen. Het bovenste deel van de toren is octogonaal van vorm en wordt bekroond door een koepel. Het ronde hoofdgebouw bestaat uit twee verdiepingen met een binnendiameter van 18,2 meter. De muren zijn 0,85 meter dik. Een centrale houten pilaar met een dikte aan de voet van 0,48 meter steunt de constructie. De kerk is voorzien van een U-vormige houten galerij. Aan het noordwestelijke uiteinde hiervan bevonden zich de zetels van de laird en zijn familie.
De hoofdingang tot de kerk bevindt zich aan de noordnoordwestelijke zijde en leidt via een portaal naar de centrale ruimte van de kerk. Boven de ingang bevindt zich een zandstenen tablet met de tekst in pietatis studium : veri honestique cultum : hoc templum : deo optimo maximo sacrum : daniel campbellus : huius insulae dominus : anno millesimo : septingentesimo sexagesimo : septing : propriis suis sumptibus posuit (vrij vertaald: Met vrome bedoelingen en voor de waarheid en de eer bouwde Daniel Campbell, heer van dit eiland, in het jaar 1767 op eigen kosten deze kerk gewijd aan de almachtige God.).
In de kerk bevindt zich links van de ingang een dubbele sarcofaag in zwart marmer ter herinnering aan Walter Frederick Campbell, die in 1855 overleed in Normandië, en diens eerste vrouw Lady Elinor Campbell, die in 1832 overleed en waarnaar Port Ellen werd vernoemd.
De preekstoel stamt uit 1989 en werd ontworpen door Hannah Frew Paterson.
De kerk wordt aan alle zijden behalve de noordelijke zijde omgeven door een begraafplaats.

## Folklore
Het verhaal gaat dat de kerk een ronde plattegrond kreeg zodat de duivel zich in geen enkele hoek kon verbergen.

## Beheer
De Kilarrow Parish Church wordt beheerd door de Church of Scotland.